# Młodzieżowe Indywidualne Mistrzostwa Polski na Żużlu 1977
Młodzieżowe Indywidualne Mistrzostwa Polski na Żużlu 1977 – zawody żużlowe, mające na celu wyłonienie medalistów młodzieżowych indywidualnych mistrzostw Polski w sezonie 1977. Rozegrano cztery turnieje ćwierćfinałowe, dwa półfinałowe oraz finał, w którym zwyciężył Marek Ziarnik.

## Finał
- Bydgoszcz, 21 lipca 1977
- Sędzia: Edward Kozioł

| Msc. | Zawodnik           | Klub           | Pkt   |             |  |
| ---- | ------------------ | -------------- | ----- | ----------- |  |
| 1    | Marek Ziarnik      | Bydgoszcz      | 15    | (3,3,3,3,3) |  |
| 2    | Jacek Goerlitz     | Opole          | 13 +3 | (2,2,3,3,3) |  |
| 3    | Andrzej Huszcza    | Zielona Góra   | 13 +2 | (3,3,2,2,3) |  |
| 4    | Leonard Raba       | Opole          | 12    | (3,3,3,d,3) |  |
| 5    | Stanisław Kiljan   | Rybnik         | 11    | (2,2,2,3,2) |  |
| 6    | Paweł Bukiej       | Bydgoszcz      | 8     | (3,2,1,w,2) |  |
| 7    | Roman Jankowski    | Leszno         | 8     | (2,3,1,1,1) |  |
| 8    | Jerzy Kochman      | Świętochłowice | 8     | (1,1,2,2,2) |  |
| 9    | rez. Jan Puk       | Gniezno        | 7     | (2,2,1,2,–) |  |
| 10   | Wiesław Patynek    | Bydgoszcz      | 6     | (1,d,3,1,1) |  |
| 11   | Ryszard Buśkiewicz | Gniezno        | 5     | (1,0,1,2,1) |  |
| 12   | Henryk Olszak      | Zielona Góra   | 4     | (u,1,u,3,u) |  |
| 13   | Edward Gawełczyk   | Tarnów         | 4     | (d,1,d,2,1) |  |
| 14   | Stanisław Turek    | Leszno         | 3     | (2,d,1,d,–) |  |
| 15   | rez. Jan Jąder     | Łódź           | 2     | (1,1,0,0,d) |  |
| 16   | Piotr Brachmański  | Rybnik         | 1     | (0,0,0,1,0) |  |
| 17   | Marian Witelus     | Opole          | 0     | (u,–,–,–,–) |  |
| 17   | Kazimierz Ziarnik  | Bydgoszcz      | 0     | (w,–,–,–,–) |  |